# Gebäudeschadstoff
Gebäudeschadstoffe ist ein Schlagwort für Schadstoffe, mit denen Bauteile oder technische Gebäudeausrüstung belastet sein können. Diese können unter Umständen auch die Innenraumluft kontaminieren und so die Gebäudenutzer gefährden, sowie Schutzmaßnahmen bei einer Bearbeitung oder einem Rückbau belasteter Teile und zum Schutz der Arbeitnehmer und der Umwelt erfordern, so wie zu einer spezielle Entsorgung des kontaminierten Materials verpflichten.
Typische Gebäudeschadstoffe sind beispielsweise Asbest, polychlorierte Biphenyle (PCB), polycyclische aromatische Kohlenwasserstoffe (PAK), Holzschutzmittel (PCP, Lindan, Carbolineum) und Schwermetalle, insbesondere Blei. Im erweiterten Sinne werden auch weitere schwerflüchtige organische Verbindungen, insbesondere Dichlordiphenyltrichlorethan (DDT) und kurzkettige Chlorparaffine (ist vor allem vom Gesetzgeber her in manchen Kantonen der Schweiz zu berücksichtigen) als Gebäudeschadstoffe bezeichnet. Aber auch Lösungsmittel, Formaldehyd, lungengängige und biobeständige künstliche Mineralfasern (vor dem 1. Juni 2000 hergestellte künstliche Mineralfasern sind in Deutschland von Gesetzes wegen zu beachten) werden dazugezählt. Schimmelpilzschäden und Taubenkot gelten als biogene Gebäudeschadstoffe. Je nach Verfasser wird Radon, ein radioaktives Gas, das vor allem aus dem Boden ins Gebäude eindringt, sowie Feinstaub und andere Luftschadstoffe, die durch Lüften Innenräume belasten, auch den Gebäudeschadstoffen zugeordnet oder weil sie das Gebäude von außen belasten, eben nicht.

## Rechtliche Aspekte
Welche Gebäudeschadstoffe in die Ermittlungen miteinbezogen werden, ist vom Gesetzgeber auf staatlicher oder subnationaler Ebene sowie von angestrebten Gebäude-Zertifizierungen und Kundenwunsch abhängig.

### Situation in Deutschland
Grundlage des betrieblichen Arbeitsschutzes ist in Deutschland das mit Vorschriften der EU konforme Arbeitsschutzgesetz (ArbSchG). Dieses nimmt die Arbeitgeber in die Pflicht, alle erforderlichen Maßnahmen zu treffen, um die Sicherheit und Gesundheit der Beschäftigten bei der Arbeit zu gewährleisten. Dabei sollen Gefährdungen vermieden, respektive an der Quelle abgewehrt und Schutzmaßnahmen nach dem TOP-Prinzip ergriffen werden. Dabei kommt der Gefährdungsbeurteilung eine wichtige Rolle zu. Aber auch für Arbeitnehmer werden in diesem Gesetz Rechte und Pflichten abgeleitet, insbesondere die bestimmungsgemäße Verwendung der Arbeitsschutzeinrichtungen und die Meldepflichtig von Gefahren und Mängel. Das stellt die Grundlage für die nachfolgend beschriebenen, für Gebäudeschadstoffe relevanten Verordnungen dar.
Da ist die Gefahrenstoffverordnung (GefStoffV) zu nennen, die die Arbeitnehmer vor Gefährdung durch Gefahrenstoffe schützt. Alle Tätigkeiten im Umgang mit diesen Stoffen (bezogen auf Gebäudeschadstoffe, die Reinigung, Bearbeitung, Rückbau, Transport, Entsorgung) sind als Verwendung von Gefahrenstoffen im Sinne der GefStoffV anzusehen. Daher ist schon vor der Aufnahme solcher Arbeiten eine Gefährdungsbeurteilung durch den Arbeitgeber (bei Bauarbeiten ist das der beauftragte Handwerks- oder Sanierungsbetrieb) durchzuführen. Als Vollzugshilfen für die GefStoffV wurden die Technischen Regeln für Gefahrstoffe (TRGS) geschaffen.
Ähnlich wie die GefStoffV, legt die Biostoffverordnung (BioStoffV) den Arbeitnehmerschutz fest, dies jedoch betreffend biologischen Gefährdungen. In Gebäuden können Beschäftigte mit Schimmelpilzen, Keimen in Fäkalien in Kontakt kommen. Die Technischen Regeln für Biologische Arbeitsstoffe (TRBA) stellen die Vollzugshilfen für die BioStoffV dar.
Im Weiteren trägt die Baustellenverordnung wesentliches zur Arbeitssicherheit bei. Dieses fordert eine verstärkte Koordination der Bauabläufe und verpflichtet auch die Bauherrschaft als Veranlasser eines Bauvorhabens zur Einleitung und Umsetzung der baustellenspezifischen Arbeitsschutzmaßnahmen. Je nach Umfang und Gefährlichkeit (die ist beim Umgang mit Gefahrenstoffen immer gegeben) ist schon in der Planungsphase, spätestens in der Ausführungsphase einzubinden.
Bei Bauarbeiten ist auch das Regelwerk der Deutschen Gesetzlichen Unfallversicherungen einzuhalten Für den Umgang mit Gebäudeschadstoffen sind u. a. die folgenden Regelungen von Bedeutung:
- DGUV Vorschrift 1 „Grundsätze der Prävention“
- DGUV Vorschrift 6 + 7 „Arbeitsmedizinische Vorsorge“
- DGUV Regel 100-001 „Grundsätze der Prävention“
- DGUV Regel 101-004 „Kontaminierte Bereiche“
- DGUV Regel 112-189 „Benutzung von Schutzkleidung“
- DGUV Regel 112-190 „Benutzung von Atemschutzgeräten“
- DGUV Informationen 201-12 „Verfahren mit geringer Exposition gegenüber Asbest bei Abbruch-, Sanierungs- und Instandhaltungsarbeiten“
- DGUV Informationen 201-13 „Abbruch“
- DGUV Informationen 201-128 „Gesundheitsgefährdung durch biologische Arbeitsstoffe bei der Gebäudesanierung“
- DGUV Informationen 201-131 „Gesundheitsgefährdung durch Taubenkot“

Nicht zuletzt ist auch das Bauordnungsrecht zu nennen, das von Bundesland zu Bundesland Unterschiede aufweist, aber in jedem auch Bestimmungen im Umgang mit Gefahrenstoffen enthält, die auch den Umgang mit Gebäudeschadstoffen einzuhalten sind.

### Situation in der Schweiz
In der Schweiz ist der Arbeitsschutz im Umgang mit Gebäudeschadstoffen in der „Verordnung über die Sicherheit und den Gesundheitsschutz der Arbeitnehmerinnen und Arbeitnehmer bei Bauarbeiten“ (Bauarbeitenverordnung, BauAV) geregelt. Diese besagt: Wenn ein Verdacht besteht, dass besonders gesundheitsgefährdende Stoffe wie Asbest oder polychlorierte Biphenyle (PCB) auftreten können, so muss der Arbeitgeber die Gefahren eingehend ermitteln und die damit verbundenen Risiken bewerten. Darauf abgestützt sind die erforderlichen Maßnahmen zu planen. Wird ein besonders gesundheitsgefährdender Stoff im Verlauf der Bauarbeiten unerwartet vorgefunden, sind die betroffenen Arbeiten einzustellen und ist der Bauherr zu benachrichtigen. Im Weiteren verlangt die BauAV bei Rückbau- oder Abbrucharbeiten eine vorgängige Abklärung von Sicherheits- und Gesundheitsrisiken, sowie Maßnahmen, um zu verhindern, dass Arbeitnehmer in gesundheitsgefährdender Weise mit Stoffen wie Staub, Asbest, polychlorierten Biphenylen (PCB), Gasen oder Chemikalien sowie mit Strahlen in Kontakt kommen. Diese Verordnung legt auch die Meldepflicht von Asbestsanierungen ab einem bestimmten Umfang, welche Arbeiten nur von anerkannten Asbestsanierungsunternehmen ausgeführt werden dürfen, sowie die Anforderungen an die Eignung von Sanierungsbetrieben und Spezialisten fest.
Der Bund regelt im Zusammenhang mit Gebäudeschadstoffen nicht nur den Schutz von Arbeitnehmern, sondern auch den Schutz der Umwelt vor diesen Schadstoffen, insbesondere bei deren Entsorgung. Die „Verordnung über die Vermeidung und die Entsorgung von Abfällen“ (VVEA) fordert, dass bei Bauarbeiten die Bauherrschaft der für die Baubewilligung zuständigen Behörde im Rahmen des Baubewilligungsgesuchs Angaben über die Art, Qualität und Menge der anfallenden Abfälle und über die vorgesehene Entsorgung machen muss, wenn Bauabfälle mit umwelt- oder gesundheitsgefährdenden Stoffen wie polychlorierte Biphenyle (PCB), polycyclische aromatische Kohlenwasserstoffe (PAK), Blei oder Asbest zu erwarten sind.
Nebst den gesetzlichen Vorgaben des Bundes sind auch die kantonalen und kommunalen Bestimmungen bezüglich Schutz von Umwelt und Arbeitnehmern zu beachten.
Als Vollzugshilfen für den Umgang mit asbesthaltigen Bau- und Anlageteilen stellt das Forum Asbest Schweiz und die Suva eine große Zahl von Merkblättern und Factsheets, die zum Teil mit Branchenverbänden erarbeitet wurden, zur Verfügung. Für Asbestsanierungen ist die EKAS-Richtlinie 6503 die Referenz. Zum Thema PCB gelten die verschiedenen PCB-Richtlinien des Bundesamts für Umwelt (BAFU) als behördliche Leitlinien.

## Normen und Richtlinien zur Ermittlung und Sanierung von Gebäudeschadstoffen

### EN ISO 16000-32 „Innenraumluftverunreinigungen – Teil 32: Untersuchung von Gebäuden auf Schadstoffe“
In dieser aus der ÖNORM S 5730 hervorgegangene ISO-Norm (Internationale Organisation für Normung) und EN (Europäische Norm) werden Anforderungen an die Erkundung von Bauwerken hinsichtlich des Vorhandenseins von Schadstoffen oder anderen schädlichen Faktoren festgelegt, die als Basis für eine anschließende Beprobung von Verdachtsbereichen und zur Bestimmung der Menge und Art der Schadstoffe dienen, die in anderen Teilen der Normierung von Innenraumluftverunreinigungen (ISO 16000'er-Normreihe) beschrieben werden. Die Ergebnisse der Erkundung bilden die Basis für eine Bewertung in Hinblick auf Nutzung, Sanierung oder Abbruch des Bauwerks. Eine Bewertung in Hinblick auf Nutzung darf Hygiene- und Komfortparameter beinhalten (z. B. bei Gebäudepässen). Die Untersuchung der Innenraumluftqualität für die Erkundung vorhandener Schadstoffe kann bei bestimmten Fragestellungen eine wichtige Rolle spielen.

### VDI/GVSS 6202 „Sanierung schadstoffbelasteter Gebäude und Anlagen“
VDI/GVSS 6202 Blatt 1 "Schadstoffbelastete bauliche und technische Anlagen – Abbruch-, Sanierungs- und Instandhaltungsarbeiten"
Die wohl zukünftig viel beachtete und in weiteren Blättern (Blatt 2 und 3 sind in Arbeit) noch weiter zu detaillierende Richtlinie des VDI gilt für Tätigkeiten mit Schadstoffen bei Abbruch-, Sanierungs-, Instandhaltungs- und Wartungsarbeiten in baulichen und technischen Anlagen. Sie gilt für das Entfernen, Beschichten und räumliche Trennen von Schadstoffen sowie die Bereitstellung und Übergabe der hierbei anfallenden Abfälle zur Entsorgung. In dieser Richtlinie werden die wesentlichen Aspekte für den Ablauf der Schadstoffsanierung von der Erhebung bis zur Entsorgung dargelegt. Ergänzend zu den Regelungen der VOB (Vergabe- und Vertragsordnung für Bauleistungen) werden Empfehlungen für erforderliche werkvertragliche Regelungen gegeben.
VDI 6202 Blatt 20 Schadstoffbelastete bauliche und technischen Anlagen – Qualifizierung von Personal
Die Richtlinie beschreibt die notwendigen Qualifizierungen des Personals zur Durchführung der in VDI 6202 Blatt 1 beschriebenen Tätigkeiten.

### FAGES-Richtlinien
Der Fachverband Gebäudeschadstoffe hat Richtlinien für die Gebäudediagnostik erstellt. Weitere Richtlinien zu den Themen Laboranalytik von Gebäudeschadstoffen und Innenraummesstechnik sind in Arbeit.
FAGES Richtlinie Gebäudeschadstoffdiagnostik
Die FAGES-RichtlinienGebäudediagnostik beinhaltet Qualitätsstandards für grundlegende Schadstoffuntersuchungen in Gebäuden, Bauteilen und technischen Anlagen. Sie legt die Anforderungen an Gebäudeschadstoff-Diagnostiker und an deren Berichterstellung fest. Auch sind die Begriffe und Leistungsumfang der verschiedenen Ermittlungstiefen: Gebäudescreening, Gebäudecheck und Nachuntersuchung vor Aufnahme der Bauarbeiten, fest.

## Auffinden und Bewerten von Gebäudeschadstoffen
Die Erkundung von Bauwerken hinsichtlich des Vorhandenseins von Schadstoffen, das auch häufig als Gebäudediagnostik bezeichnet wird, wird in verschiedenen Ermittlungstiefen praktiziert.

### Gebäudescreening auf Schadstoffe
Ein Gebäudescreening ist eine Grobbeurteilung der Gebäudeschadstoffsituation. In der Regel werden keine oder nur sehr wenige Materialproben genommen und analysiert. Das Gebäudescreening kann beispielsweise zur Risikobeurteilung durch Gebäudeschadstoffe während der Nutzung durchgeführt werden oder dient der Grobbeurteilung in einer frühen Projektphase, im Rahmen eines Handwechsels oder für ein Immobilienportfolio.

### Gebäudecheck auf Schadstoffe
Gebäudechecks auf Gebäudeschadstoffe beinhalten in der Regel Besichtigung aller Räumlichkeiten mit Probenahme von verdächtigen Materialien, welche nicht aufgrund des Einbaujahrs oder der Erfahrung des Gebäudediagnostikers zweifelsfrei beurteilt werden können. Die untersuchende Fachperson beurteilt auch die Komplexität einer späteren Gebäudeschadstoffsanierung.

### Nachuntersuchung vor Aufnahme der Bauarbeiten
Vor komplexen Bautätigkeiten drängt sich oft eine zum Gebäudecheck ergänzende Nachuntersuchung auf, auch Detailuntersuchung oder Sanierungsvoruntersuchung genannt. Diese dient in erster Linie der detaillierten Planung einer hoch komplexen Schadstoffsanierung, wird aber auch als ergänzende Untersuchung bei vormals nicht zugänglichen Bereichen und Verdachtsstellen durchgeführt.

### Bewertung der Gefährdung unter Nutzungsbedingungen und Dringlichkeitsbewertung für Maßnahmen / Sanierung
Bei Gebäudescreenings und Gebäudechecks sind nicht nur die schadstoffhaltige Bau- und Anlageteile festzuhalten, es ist auch die Gefährdung von Personen durch diese unter normalen Nutzungsbedingungen abzuschätzen. In Innenräumen mit Gebäudeschadstoffen, die auch die Innenraumluft belasten können, müssen Maßnahmen getroffen werden, damit die Raumnutzer keinen gesundheitsgefährdenden Belastungen ausgesetzt werden. Auf dieser Basis muss auch die Dringlichkeit von Sanierungsmaßnahmen beurteilt werden.
Für asbesthaltige Materialien gibt es in technischen Richtlinien / Merkblättern offizielle Beurteilungsschemata, die ohne Messung der tatsächlichen Belastung der Raumluft durch Schadstoffe auskommen. Für eine Einschätzung der Gefährdung und Dringlichkeit bei anderen Gebäudeschadstoffen berufen sich Gebäudediagnostiker auf ihren eigenen Sachverstand oder verzichten auf eine solche Beurteilung. Nach Messungen der Raumluft, die aussagekräftige Aussagen über die Kontamination der Raumluft beinhalten, ist eine zuverlässigere Beurteilung möglich.

### Bewertung der Gefährdung bei der Bearbeitung von schadstoffhaltigen Bau- und Anlageteilen
Bei Arbeiten an schadstoffhaltigen Bau- und Anlageteile kommt es in der Regel zu einer höheren Schadstofffreisetzung, wie dies unter normalen Nutzungsbedingungen der Fall ist. Dies betrifft nicht nur Bau- und Sanierungsarbeiten, auch bestimmte Reinigungsmethoden oder beim Bohren von Befestigungslöchern kann dies unter Umständen der Fall sein. Der Gebäudediagnostiker hat auch diese Gefährdung zu beurteilen und auf anzuwendende Maßnahmen bei bestimmten Arbeitsmethoden hinzuweisen.

### Gebäudeschadstoffkataster
In einem Gebäudeschadstoffkataster werden alle Schadstoffvorkommen eines Gebäudes oder auch eines ganzen Firmengeländes bzw. Immobilienportfolios tabellarisch dokumentiert. Je nach gewünschter Aussagegenauigkeit können die Schadstoffe nur als Verdacht aufgenommen werden (nur Gebäudescreening) oder es kann eine verifizierte Beurteilung der Verdachtsmomente mittels Analyseergebnissen von Proben oder Recherchen und Kompetenz des Sachverständigen erfolgen.